# Joe Duplantier
Joseph Andrew Duplantier (nacido el 19 de octubre de 1976, Bayona, Francia) es el guitarrista y vocalista del grupo francés de death metal Gojira y el exbajista de la banda estadounidense Cavalera Conspiracy. Creció en una ciudad del suroeste de Francia llamada Biarritz. Es propietario del estudio de grabación Silver Cord Studio ubicado en Nueva York.

## Biografía
Joe Duplantier asistió a la universidad durante dos años y posteriormente cursó estudios de arte durante tres o cuatro años. Durante un breve período, trabajó como diseñador gráfico, creando libros y carteles, pero desde una edad temprana se dedicó exclusivamente a la música. Vivió dos años sin ingresos en una cabaña que construyó él mismo, una habilidad que aprendió de su padre cuando era niño. Reflexionó sobre esa etapa de su vida. Estaba en Gojira cuando lanzaron su primer álbum, Terra Incognita. Muchas de las letras del álbum se inspiran en esa experiencia de vida en contacto con la naturaleza.
Su madre, Patricia Rosa, es estadounidense y era instructora de yoga. A los 23 años viajó a Europa con una amiga y nunca regresó a los Estados Unidos. Allí conoció al padre de Joe, Dominique Duplantier, un dibujante y pintor francés. Su hermana, Gabrielle, nació cuando él tenía 2 años, y no le agradaba. Sin embargo, sostiene una relación cercana con ella, quien se dedica a la fotografía y realiza las fotos promocionales de la banda. Su hermano, Mario, también forma parte de Gojira.
Joe se mudó de Francia a Brooklyn, Nueva York, cumpliendo un sueño de su infancia. Se casó después de conocer a su esposa, Vilma, durante una gira con Metallica en Europa, encuentro el cual fue facilitado por Lars Ulrich.Vilma es artista de performance y activista por los derechos de los animales. La pareja tiene dos hijos: Mila, nacida un viernes 13 en 2012, y Orest, quien ya muestra interés por la música, tocando la batería y el piano.
En 2014, Joe y Mario construyeron Silver Cord Studio en Queens, Nueva York, donde grabaron Magma, un álbum marcado por la muerte de su madre, Patricia Rosa. Este evento dejó una profunda impresión en su vida y obra, lo que Duplantier expresó al reflexionar sobre el duelo y la pérdida.
Se describe como una persona completamente adicta al trabajo, al punto de no saber cómo gestionar su tiempo libre; considera esta característica como un problema, aunque busca mantener un equilibrio debido a su vida familiar. A pesar de ello, admite que su principal adicción es la música, a la que describe como su droga.

### Gojira
En su escuela solo tenía una hora de clases de música a la semana y se veía obligado a tocar la flauta. Se le animó a probar trompeta, violonchelo, violín y guitarra.

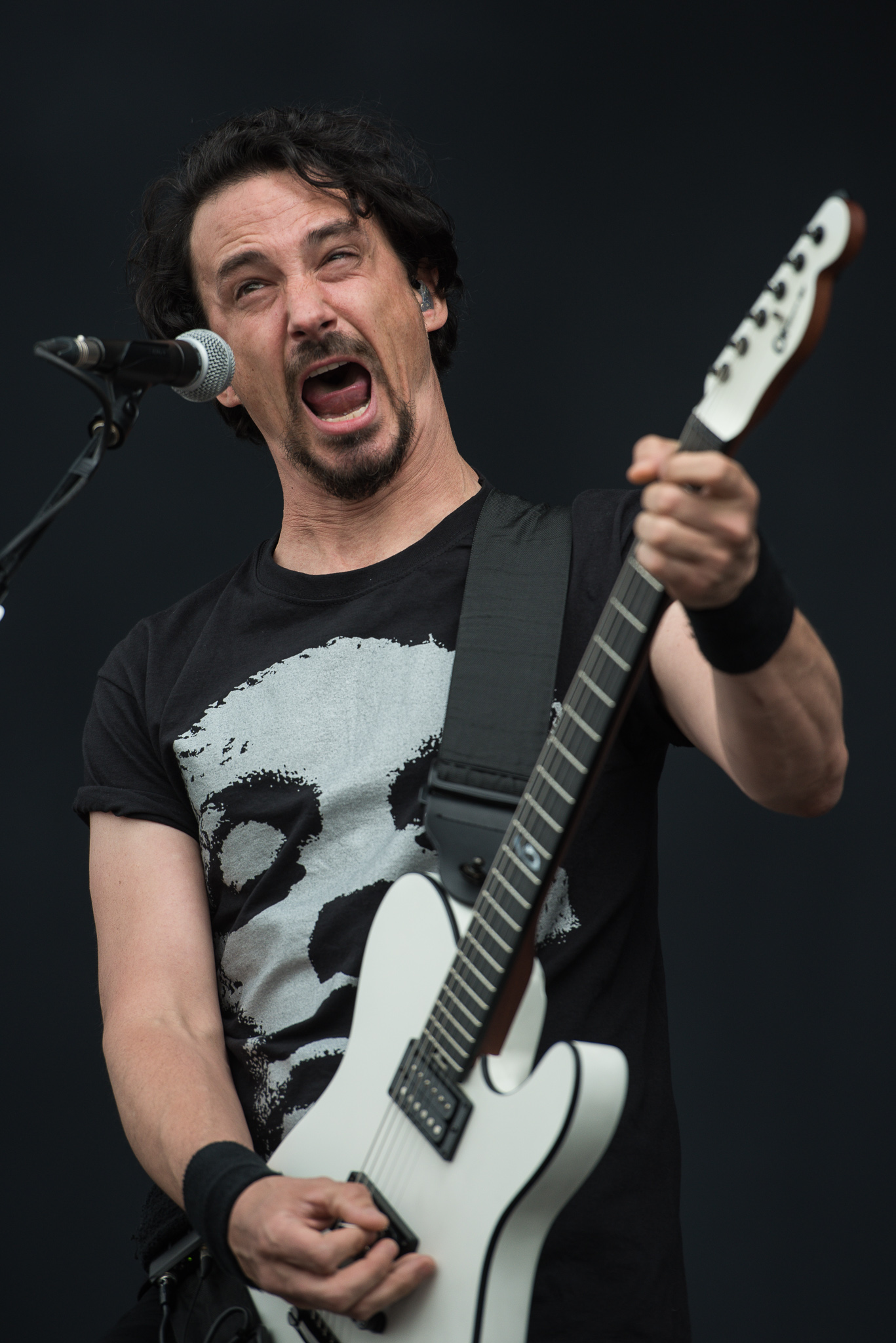
Joe Duplantier

Las influencias musicales de Joe Duplantier incluyen bandas tales como Meshuggah, Metallica, Sepultura y Morbid Angel. La pista «Fade to Black», del álbum Ride the Lightning de Metallica, fue la primera canción que aprendió a tocar en la guitarra. Ha afirmado más de una vez que Aitor Gorosabel es su guitarrista favorito, mientras que James Hetfield es quien más lo ha inspirado a tocar su instrumento.Sus diez álbumes de metal favoritos son Human, Symbolic, Burn my Eyes, Emperor of Sand, Master of Puppets, Ride the Lightning, Covenant, Domination, Rage Against the Machine y Chaos A.D..
Su primera banda fue en la escuela secundaria. Se llamaba Eclipse. Hacían versionados de canciones de Metallica, pero no eran lo suficientemente prolijos para interpretarlas bien.[cita requerida]
Joe Duplantier formó Gojira en 1996 con su hermano Mario Duplantier (batería), Jean-Michel Labadie (bajo) y Christian Andreu (guitarra) en la ciudad de Bayona, Francia, bajo el nombre de Godzilla, sin embargo, debieron cambiarle el nombre por problemas legales. Además, formó parte de una banda llamada Empalot desde 1999 hasta 2004.Su padre pidió prestado dinero al banco para financiar el primer estudio de Gojira, en casa, e incluso ayudó con el trabajo pesado de la construcción.
Ha declarado que Gojira es su principal prioridad y esa es la razón por la que no ha hecho extensas giras con Cavalera Conspiracy.

## Activismo
Desde su infancia en Bayona mostró preocupación por el medio ambiente.Por ejemplo, antes de formar Gojira en 1996 llevó a cabo acciones de limpieza en las playas, solo para después lanzarle los desperdicios al estacionamiento del ayuntamiento junto a una nota protestante. Este momento lo marcó profundamente e influyó en su forma de escribir letras.Además, forma parte de la organización no gubernamental Sea Shepherd Conservation Society, que lucha contra la caza de ballenas.En cuanto al cambio climático, ha manifestado frustración por la falta de acción efectiva.
Al abordar las críticas por su activismo relacionado con la selva amazónica, que reclamaban que no se preocupaba de su propio país, dijo que le preocupaba el planeta en sí dada su condición de humano.

### Apoyo a Paul Watson
El 12 de agosto de 2024, participó en una manifestación pacífica frente al parlamento danés exigiendo la liberación de Paul Watson, activista contra la caza de ballenas, detenido en Groenlandia desde el 21 de julio de ese año y enfrentando extradición a Japón.

### Veganismo
Es vegano y cree que serlo es la primera medida que se puede tomar para proteger al medio ambiente ya que la cría de ganado agota los recursos naturales y genera gases de efecto invernadero. Estando de gira, se asegura de tener muchas de sus comidas veganas favoritas para seguir la dieta, como aguacates, zanahorias y semillas de calabaza, entre bastidores en su camerino.Admite sentirse mucho mejor tras adoptar su dieta vegana.

## Religión y política
Se ha identificado como ateo mas cree que sí hay vida tras la muerte, acercándose más bien a ser agnóstico.[cita requerida]
En cuanto a la política, ha manifestado su desencanto con el sistema, afirmando que la gente pasa demasiado tiempo pensando en los políticos, y cuestiona su función; cree que cada individuo ha de tener su revolución interior.

## Equipamiento
Confía en una combinación de equipo moderno con sensibilidad vintage. Ha usado diferentes amplificadores EVH a lo largo de su carrera: desde un Stealth hasta su actual cabezal 5150 III EL34. Asociado con Charvel Guitars durante años, se nota su apreciación por su modelo personalizado Pro-Mod San Dimas Style 2 HH Mahogany.[cita requerida]
Usó el prototipo de cuerpo sólido T-Style, que presenta su emblemático puente humbucker DiMarzio Fortitude y un DiMarzio PAF 36th Anniversary en el cuello. Archetype: Gojira fue útil para grabar demos y su nuevo complemento Neural DSP, que cuenta con tres amplificadores y gran cantidad de efectos según el equipo personal de Duplantier.[cita requerida]
El 26 de julio de 2024, Joe debutó como artista de ESP coincidiendo con la aparición de Gojira en la ceremonia de apertura de los Juegos Olímpicos de Verano de 2024. Utilizó un modelo ESP XJ con acabado cromado y fabricado a medida para la ocasión. El 15 de agosto de 2024, ESP anunció a Duplantier como fichaje en su lista de artistas.
Guitarras
- Gibson Les Paul Studio (Gothic Series) 2000 The Link Alive
- Fender Telecaster (Olympic White)
- Jackson SLS3
- Charvel Joe Duplantier USA Signature
- Squier J Mascis Jazzmaster
- Charvel USA Skatecaster
- Gibson Custom Shop Explorer
- Gibson Flying V (Gothic Series)
- Charvel Joe Duplantier Signature Pro-Mod San Dimas
- Charvel Pro-Mod San Dimas (S2HH con incrustación "G" en el traste 12 y ST2 NT)
- ESP LTD XJ-1 HT

Pastillas
- Puente DiMarzio DP103/DP223 36th Anniversary PAF
- Puente Fortitude de DiMarzio basado en el 36th Anniversary PAF

Amplificadores y pantallas
- Mesa Boogie Dual Rectifier
- Gabinete de extensión EVH II 4x12"
- Cabezal a válvulas EVH 5150III 100S de 100 vatios
- Cabezal a válvulas Marshall 8100
- Cabezal a válvulas EVH 5150IIIS EL34 de 100 vatios
- Gabinete Marshall 1960A de 4x12"
- Cabezal a válvulas EVH 5150 III de 100 vatios
- Cabezal a válvula EVH III LBX de 15 vatios
- Gabinete de extensión EVH 5150III de 4x12" y 100 vatios
- Simulador de altavoz y caja de carga digital en vivo Two Notes Torpedo
- Amplificador de guitarra Peavey 5150 II de 120 vatios

Pedales
- Supresor de ruido Boss
- Sintonizador TU-2 de Boss
- DigiTech WH-5 Whammy V
- KHDK No.1 Overdrive
- Puerta inteligente MXR M135 con control de ruido
- MXR M169 Carbon Copy
- Supresor de ruido Boss NS-2
- Controlador EVH 5150 III
- KHDK Scuzz Box Fuzz
- Retardo electrónico de TC
- Reverberación Hall of Fame de TC Electronic
- Afinador cromático Boss TU-3

Complementos de software y VST 1
- Neural DSP Archetype: Gojira

Estación de trabajo de audio digital
- Avid Pro Tools

Micrófonos
- Shure SM7B
- Shure SM58

Cuerdas
- DR DDT-10/52
- Ernie Ball Skinny Top Heavy Bottom Slinky (10/52)

Púas
- Dunlop Tortex Standard de 0,88 mm
- DiMarzio ClipLock black strap[24][25]

## Discografía

### Con Gojira
Como Godzilla
- Victim (demo, 1996)
- Possessed (demo, 1997)
- Saturate (demo, 1999)
- Wisdom Comes (demo, 1999)

Como Gojira
- Terra Incognita (2000)
- Maciste All Inferno EP (2003)
- The Link (2003)
- Indians (2003)
- The Link Alive (en vivo, 2004)
- From Mars to Sirius (2005)
- The Way of All Flesh (2008)
- The Flesh Alive (en vivo, 2012)
- End of Time EP (2012)
- L'Enfant Sauvage (2012)
- Explosia (2012)
- Liquid Fire (2012)
- L'Enfant Sauvage (2012)
- Magma (2016)
- Fortitude (2021)
- Our Time is Now (2022)
- Mea Culpa (Ah! Ça ira!) (2024)

### ConCavalera Conspiracy
- Sanctuary (Sencillo) 2008

### ConEmpalot
- Brout (Démo) (1999)
- Tous Aux Cèpes (2001)
- Empalot en Concert (en vivo, 2004)

### Colaboraciones
- Eros & Thanatos, de Manimal (2004)
- Through the Absurd, de Trepalium (2004)
- Contraires, de MyPollux (2006)
- Demi-Deuil, de Aygghon (2006)
- All Seeing Eye, de Klone (2008)
- For Death, Glory and the End of the World, de Krüger (2009)
- 7th Symphony, de Apocalyptica (2010)
- Deconstruction, de Devin Townsned Project, en la canción "Sumeria" (2011)
- w^w^^w^w, de Car Bomb (2012)